# David Bohm
Pour les articles homonymes, voir Böhm.
David Joseph Bohm (né le 20 décembre 1917, mort le 27 octobre 1992) est un physicien américain qui a réalisé d'importantes contributions en physique quantique, physique théorique, philosophie et neuropsychologie. Il a participé au projet Manhattan et conduit des entretiens filmés avec le philosophe indien Krishnamurti.

## Biographie

### Jeunesse et collège
Bohm est né à Wilkes-Barre en Pennsylvanie de parents juifs, son père était originaire de Hongrie et sa mère de Lituanie. Il fut élevé principalement par son père, propriétaire d’un magasin de meubles et assistant du rabbin de sa région. Bohm étudia au State collège en Pennsylvanie. Il obtint son diplôme en 1939 puis étudia au California Institute of Technology pendant un an. Il fut ensuite transféré à l’université de Berkeley en Californie dans le groupe de recherche en physique théorique de Robert Oppenheimer, où il obtint son doctorat.
Dans Science, Order and Creativity, un ouvrage publié en 1987, Bohm déclare « Je n'ai jamais été capable de voir une séparation entre la science et la philosophie. D'ailleurs, dans des temps plus reculés, on parlait de philosophie naturelle et cette expression correspond parfaitement à la façon dont je perçois toute cette discipline ». Un point de vue qui est à la base du travail de toute sa vie.

### Travail et doctorat

#### Contribution au projet Manhattan
Durant la Seconde Guerre mondiale, le projet Manhattan mobilisa de nombreux physiciens de Berkeley afin de produire la première bombe atomique. Oppenheimer avait demandé à Bohm de travailler avec lui au laboratoire national de Los Alamos, le laboratoire secret construit en 1942 au Nouveau-Mexique. Le chef du projet Manhattan, le général Leslie Groves, ne fit pas confiance à Bohm en raison de ses convictions politiques.

#### Le maccarthysme conduit Bohm à quitter les États-Unis
Après la Seconde Guerre mondiale, Bohm enseigne à l'université de Princeton où il devient proche d'Albert Einstein. En mai 1949, au début de la période du maccarthysme, Bohm est convoqué pour être interrogé sur des liens avec de supposés communistes. Bohm invoqua le cinquième amendement de la constitution et refusa ainsi de témoigner contre certains de ses collègues. Il fut arrêté en conséquence mais acquitté en 1951. Princeton l'avait cependant déjà radié et refusa de le réintégrer. Sa demande de départ pour Manchester, soutenue par Einstein, n'est pas acceptée,. Bohm quitte alors les États-Unis pour le Brésil et un poste de professeur de physique à l'Université de São Paulo, à l'invitation de Jayme Tiomno et sur recommandation d'Einstein et de Robert Oppenheimer. Bohm rejoignit par la suite Israël puis le Royaume-Uni.

#### Critère de Bohm
Dans la théorie de l'interaction plasma-surface, le critère de Bohm est une inégalité imposant le plus souvent une vitesse minimale pour les ions à l'entrée d'une gaine cathodique ou au voisinage d'une paroi flottante. Cette vitesse minimale pour les ions est alors qualifiée de vitesse de Bohm.

#### Théorie de l'ordre implicite
Bohm est à l'origine de la théorie de l'ordre implicite (« invelopped order », « hidden order », « implicate order ») :

« Dans l'ordre implicite (ou implié), l'espace et le temps ne sont plus les facteurs dominants qui déterminent les relations de dépendance ou d'indépendance entre les éléments. Un type entièrement différent de connexions fondamentales est possible, dont nos notions ordinaires de temps et d'espace, ainsi que celles relatives à des particules existant séparément, deviennent des abstractions de formes dérivées d'un ordre plus profond. Ces notions ordinaires apparaissent dans ce qui est appelé l'ordre explicite (ou déplié), qui est une forme spéciale et distincte contenue dans la totalité générale de tous les ordres implicites / impliés. »

Cette théorie rejette la fragmentation de la physique newtonnienne et se fonde sur l'holisme également présent dans la théorie de la relativité et la physique quantique. Trois analogies sont utilisées par Bohm pour illustrer l'ordre implicite : l'hologramme, la goutte insoluble d'encre diluée dans la glycérine, le poisson d'aquarium filmé sous deux angles différents.
L'hypothèse rejette le dualisme, la séparation entre la conscience et la matière : l'ordre implicite expliquerait la relation entre matière et conscience. Dans ce modèle, l'esprit et la matière sont perçus comme des projections dans notre ordre explicite de la réalité sous-jacente, l'ordre implicite.

#### L'effet Aharonov-Bohm

La figure d'interférence entre deux faisceaux d'électrons peut être modifiée par la présence d'un champ magnétique en dehors des trajectoires classiques des électrons. L'effet Aharonov-Bohm est une mise en évidence quantique que l'impulsion des particules de charge contient un terme où est le potentiel vecteur.

Dans la mécanique classique, le mouvement d'une particule chargée ne peut pas être affecté par la présence d'un champ magnétique si elle se trouve hors de ce champ. L'effet Aharonov-Bohm est un phénomène quantique décrit en 1949 par Ehrenberg et Siday et redécouvert en 1959 par David Bohm et Yakir Aharonov. Il décrit le paradoxe suivant : 
Un champ magnétique (le cercle bleu B, ci-contre) peut affecter une région de l'espace (parcouru par les trajectoires en rouge) même si cette région en est protégée, le potentiel vecteur n'ayant par contre pas disparu.
L'effet Aharonov-Bohm démontre donc que ce sont les potentiels électromagnétiques, et non les champs électriques et magnétiques, qui fondent la mécanique quantique. Le potentiel vecteur magnétique, qui n'existait jusqu'alors que comme entité mathématique utile, pouvait avoir de véritables effets physiques (quantiques).
Après la publication de ses résultats en 1959, Bohm fut informé du travail d'Ehrenberg et Siday. Bohm et Aharanov reconnurent le travail de leurs précurseurs dans leurs travaux ultérieurs,.

#### Dialogue de Bohm
C’est un genre d’association libre menée en groupe sans objectif prédéfini excepté la compréhension mutuelle et l’exploration de la pensée humaine. Il permet aux participants d’examiner leurs conceptions mentales, préjugés et modèles de raisonnement. À la fin de sa vie, pour répondre à des questions de société, Bohm a conçu ce qu’on appelle désormais « dialogue de Bohm (en) ». Dans un dialogue, qui est une réunion pouvant rassembler de 10 à 40 personnes, l’égalité de statut et l’espace de liberté sont les prérequis les plus importants de la communication et de la valorisation de conceptions personnelles panachées. Bohm a dit que si ces groupes de dialogue étaient expérimentés à une échelle suffisamment grande, ils pourraient contribuer à vaincre la fragmentation et l’isolement qu’il avait constatées comme une dimension inhérente à la société. Ce qu’on appelle aussi « dialogue bohmien » a été inspiré de la pratique de sociothérapie du psychanalyste Patrick De Mare (en) et mis au point par David Bohm, Donald Factor et Peter Garrett à partir de 1983. Bohm a publié ses réflexions sur les dialogues dans une série d’articles sortis entre 1985 et 1991.

### Science, philosophie et spiritualité
David Bohm, à partir des années 1960, inscrit sa démarche de physicien dans la perspective des nouveaux paradigmes qui remettent en question les lectures du réel élaborées dans le cadre de la physique classique. Plus que cela, le physicien entame un dialogue entre la philosophie des sciences, psychologie et spiritualité,. Plusieurs de ses ouvrages portent la marque de ces synergies intellectuelles, comme The Ending of Time, ou Limits of Thought: Discussion, réalisés avec le penseur indien Jiddu Krishnamurti. Dans un témoignage, David Bohm rapportait les conditions et les thèmes de leur premier échanges : « Le premier contact que j’eus avec l’œuvre de Jiddu Krishnamurti fut en 1959 quand je lus son livre « Première et Dernière Liberté ». Ce qui m’intéressa plus particulièrement fut l’examen en profondeur de la question « Observateurs et chose observée ». Cette question était depuis longtemps au cœur de mon propre travail — en tant que théoricien de la physique — intéressé au départ par la théorie des quanta. Dans cette théorie, pour la première fois, dans le développement de la physique, l’idée que « observateur et observé » ne peuvent être séparés, a été avancée comme nécessaire pour la compréhension des lois fondamentales de la matière en général. » David Bohm fut également très lié au Dalaï-lama, premier représentant du bouddhisme tibétain. Il fut aussi un participant remarqué du Colloque de Cordoue, conférence internationale organisée, sous la direction du philosophe Michel Cazenave, par la chaîne de radio France Culture, qui s'est tenue à Cordoue du 1er au 5 octobre 1979 sur le thème « Science et conscience. Les deux lectures de l'univers ». L'exposé de David Bohm portait sur : « L'ordre involué-évolué de l'univers et la conscience ».

### Travail sur la conscience
Bohm s'est intéressé à la nature de la conscience, en attachant une attention particulière au rôle de la pensée par rapport à l'attention, la motivation et aux conflits chez l'individu et dans la société. Ces préoccupations prolongent son intérêt pour l'idéologie marxiste et la philosophie hégélienne[réf. souhaitée].
Ses vues ont été influencées par de nombreux échanges avec le penseur indien Jiddu Krishnamurti, à partir de 1961 . Leur collaboration a duré un quart de siècle et leurs dialogues enregistrés ont été publiés en plusieurs volumes ,.
Après une collaboration avec Karl Pribram, Bohm défend par la suite une conception holographique[Quoi ?] du fonctionnement du cerveau.

## Publications

### En anglais
- Quantum Theory, New York, Dover Publications, 1989 (1re éd. 1951, Prentice Hall) (ISBN 0-486-65969-0).
- Causality and Chance in Modern Physics, Philadelphia, U of Pennsylvania Press, 1980 (1re éd. 1957) (ISBN 0-812-21002-6).
- Quanta and Reality, A Symposium (avec Norwood Russell Hanson et Mary Hesse d'après une émission BBC), American Research Council, 1962.
- The Special Theory of Relativity, W. A. Benjamin, 1965.
- Wholeness and the Implicate Order, 2002 (1re éd. 1980, Routledge) (ISBN 0-415-28979-3).
- Unfolding Meaning: A weekend of dialogue with David Bohm, Gloucestershire, Foundation House, 1985 (réimpr. 1987 et 1996) (ISBN 0-948-32500-3).
- The Ending of Time (avec Jiddu Krishnamurti), Harper, 1985 (ISBN 0-060-64796-5).
- Science, Order, and Creativity (avec David Peat), Routledge, 1987 (réimpr. 2000) (ISBN 0-415-17182-2).
- « Meaning And Information », dans Paavo Pylkkänen, The Search for Meaning: The New Spirit in Science and Philosophy, Crucible, The Aquarian Press, 1989 (ISBN 978-1-852-74061-0).
- Changing Consciousness: Exploring the Hidden Source of the Social, Political and Environmental Crises Facing our World (un dialogue de mots et d'images, avec Mark Edwards), San Francisco, Harper, 1991 (ISBN 0-062-50072-4).
- Thought as a System (transcription d'un séminaire tenu à Ojai du 30 novembre au 2 décembre 1990), Routledge, 1992 (ISBN 0-415-11980-4).
- The Undivided Universe: An ontological interpretation of quantum theory (avec Basil Hiley (en)), Routledge, 1993 (ISBN 0-415-12185-X).
- On Dialogue, 2004 (1re éd. 1996, Routledge) (ISBN 0-415-33641-4).
- On Creativity, 2004 (1re éd. 1998, Routledge) (ISBN 0-415-33640-6).
- Limits of Thought: Discussions (avec Jiddu Krishnamurti), Londres, Routledge, 1999 (ISBN 0-415-19398-2).
- Bohm-Biederman Correspondence: Creativity and Science (avec Charles Biederman), Paavo Pylkkänen, 1999 (ISBN 0-415-16225-4).

### Traductions en français
- La Plénitude de l'univers [« Wholeness and the Implicate Order »], éditions du Rocher, 1989, 223 p. (ISBN 978-2-268-00585-0).
- Le temps aboli : Dialogues [« The Ending of Time »] (avec Jiddu Krishnamurti), éditions du Rocher, 1989, 416 p. (ISBN 978-2-268-00603-1).
- La Conscience et l'Univers [« Science, Order, and Creativity »] (avec David Peat), éditions du Rocher, 1990, 261 p. (ISBN 978-2-268-01303-9).
- Pour une révolution de la conscience [« Changing Consciousness: Exploring the Hidden Source of the Social, Political and Environmental Crises Facing our World »] (avec Mark Edwards), éditions du Rocher, 1997, 215 p. (ISBN 978-2-268-02404-2).
- Les Limites de la pensée : discussions [« Limits of Thought: Discussions »] (avec Jiddu Krishnamurti), Le Livre de poche, 2006, 248 p. (ISBN 978-2-253-11602-8, lire en ligne).
- « Physique et philosophie », dans Michel Cazenave (dir.), Science et symboles. Les voies de la connaissance. Colloque de Tsukuba, Paris, Albin Michel, 1986 (ISBN 978-2226025449), p. 253-268.